# Fédération nationale de la mutualité française
 (février 2019).
La Fédération nationale de la Mutualité française (FNMF) regroupe la majorité des mutuelles de santé existant en France. Elle a été créée en 1902. Son premier président est Léopold Mabilleau et ses deux premiers vice-présidents sont Jean-Cyrille Cavé et Édouard Petit. La FNMF représente 38 millions de personnes adhérentes. Elle a un rôle de représentation du mouvement mutualiste auprès des institutionnels et gère aussi 2 500 centres de soins et cliniques (les services de soins et d'accompagnement mutualistes). Son président est Éric Chenut.

## Historique
En 1850, une première loi sur les sociétés de secours mutuels est adoptée. Il s'agit de la reconnaissance de la prise en charge de la maladie et la séparation entre les syndicats et les mutuelles. Un demi-siècle plus tard, en 1902, la Fédération Nationale de la Mutualité Française (FNMF) est créée. En 1910, la mutualité prend une part active à la mise en place des retraites ouvrières et paysannes.
En 1945, au lendemain de la Seconde Guerre mondiale, la sécurité sociale est créée et le statut de la mutualité est défini par ordonnance. Elle est reconnue comme le principal organisme de complémentaire santé. Les pharmacies mutualistes mettent en place le tiers payant en 1950.
Dans les années 1980, la mutualité française assure la promotion des médicaments génériques, en particulier sous l'égide de René Teulade. 
Entre 1990 et 1999 elle regroupe 6 000 mutuelles affiliées qui vont se regrouper.
En 2002, la Fédération des Mutuelles de France (FMF), une structure regroupant des mutuelles plus militantes, adhère à la FNMF. Cet acte marque la réunification du mouvement mutualiste en France.
Lors des débats sur la réforme de la Sécurité sociale en 2004, la Mutualité française a proposé 25 pistes de réforme. Certaines ont inspiré la loi du 9 août 2004[réf. nécessaire] sur l'assurance maladie mais globalement la Mutualité est critique vis-à-vis de l'application de cette loi.
En 2008, la FNMF rejoint l'AMICE, l'association des assureurs mutuels et des coopératives d’assurance en Europe, nouvellement créée par la fusion de l’AISAM et de l’ACME dont la FNMF était membre. Ainsi, la FNMF assure la représentation de la mutualité française dans l'union européenne et au niveau international.
En 2020, la FNMF regroupe environ 500 mutuelles.
En octobre 2021, Eric Chenut est élu président de la mutualité française.
En novembre 2023, la FNMF annonce la suppression de 75 postes dans le cadre d'un plan social qui prend effet en 2024.

## Organisation
La FNMF regroupe des mutuelles, des unions territoriales de livre 3 (UT) qui gèrent les centres de soins et d'accompagnement mutualistes (SSAM), et des unions régionales de livre 1 (UR) prenant en charge la promotion de la santé et représentant le mouvement national au niveau local.

## Liste des présidents
| Mandat                             | Président             |
| ---------------------------------- | --------------------- |
| 1902 - 1921                        | Léopold Mabilleau     |
| 1921 - 18 mai 1925                 | Léon Robelin          |
| 1925 - 1930 (présidence générale)  | Raoul Peret           |
| 1925 - 1931 (présidence technique) | Georges Petit         |
| Juin 1931 - décembre 1950          | Léon Heller           |
| 1950 - 1967                        | Léon (dit Jack) Senet |
| 15 avril 1967 - 1968               | Arnaud Duben          |
| Février 1969 - octobre 1979        | André Borveau         |
| Octobre 1979 - janvier 1992        | René Teulade          |
| Juin 1992 - 14 décembre 2010       | Jean-Pierre Davant    |
| 14 décembre 2010 - 23 juin 2016    | Étienne Caniard       |
| 23 juin 2016 - 5 octobre 2021      | Thierry Beaudet       |
| 5 octobre 2021 -                   | Eric Chenut           |